# Gălbinași (okręg Buzău)
Gălbinași – wieś w Rumunii, w okręgu Buzău, w gminie Gălbinași. W 2011 roku liczyła 1257 mieszkańców.